# Магалі білобровий
Мага́лі білобровий (Plocepasser mahali) — вид горобцеподібних птахів ткачикових (Ploceidae). Мешкає в Східній і Південній Африці.

## Опис

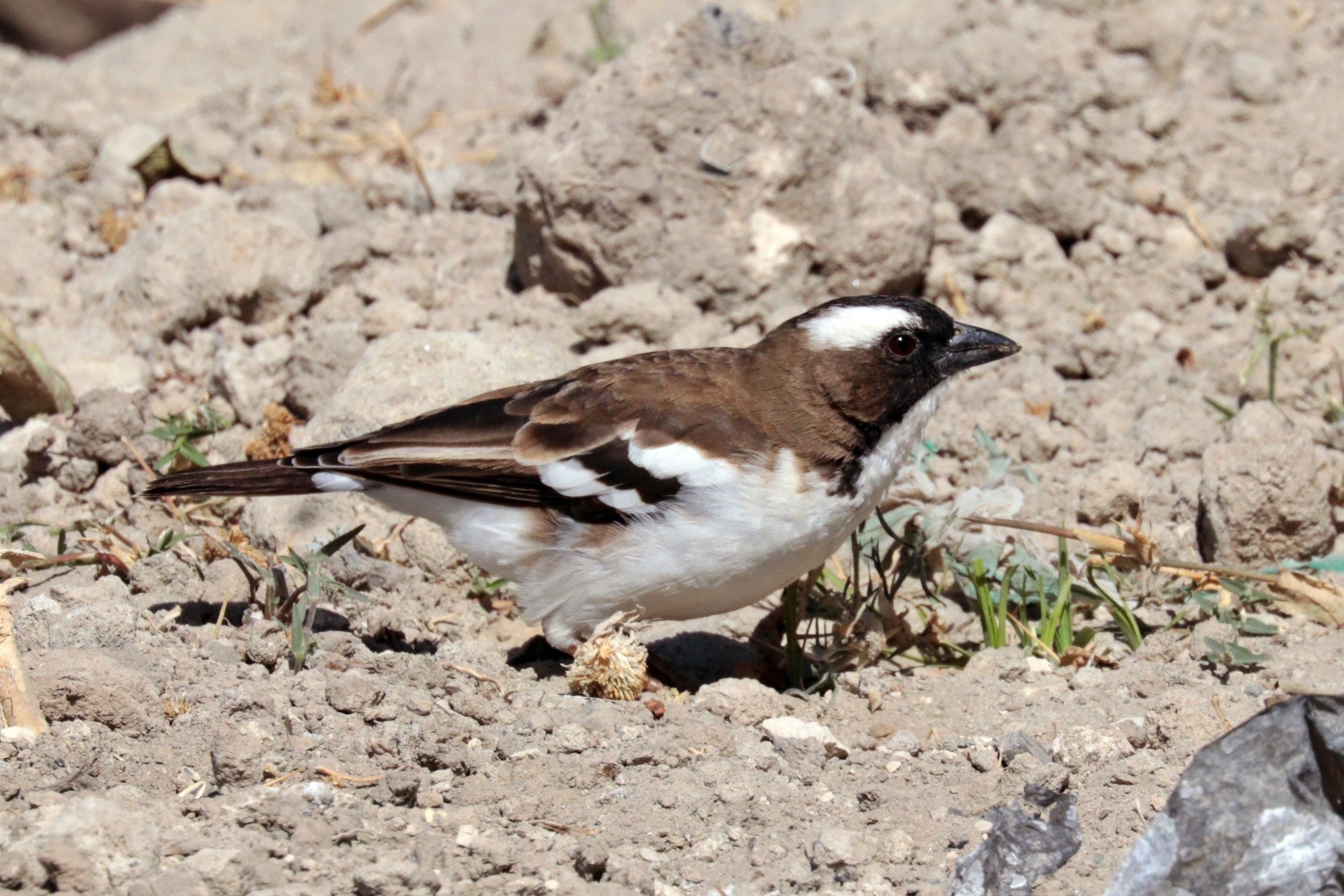
Самець білобрового магалі (підвид P. m. melanorhynchus, озеро Звай, Ефіопія)

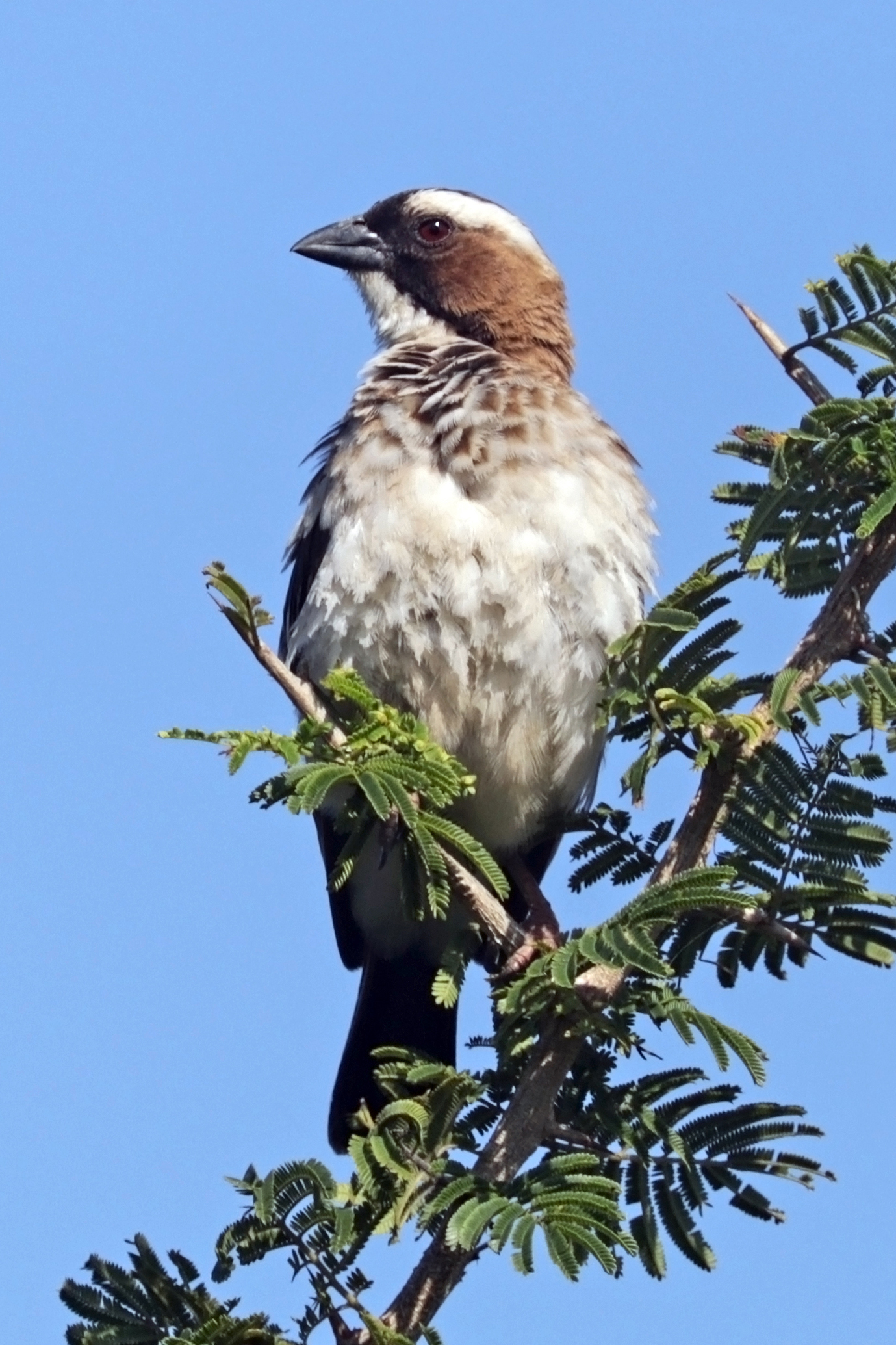
Самець білобрового магалі (підвид P. m. pectoralis, Зімбабве)

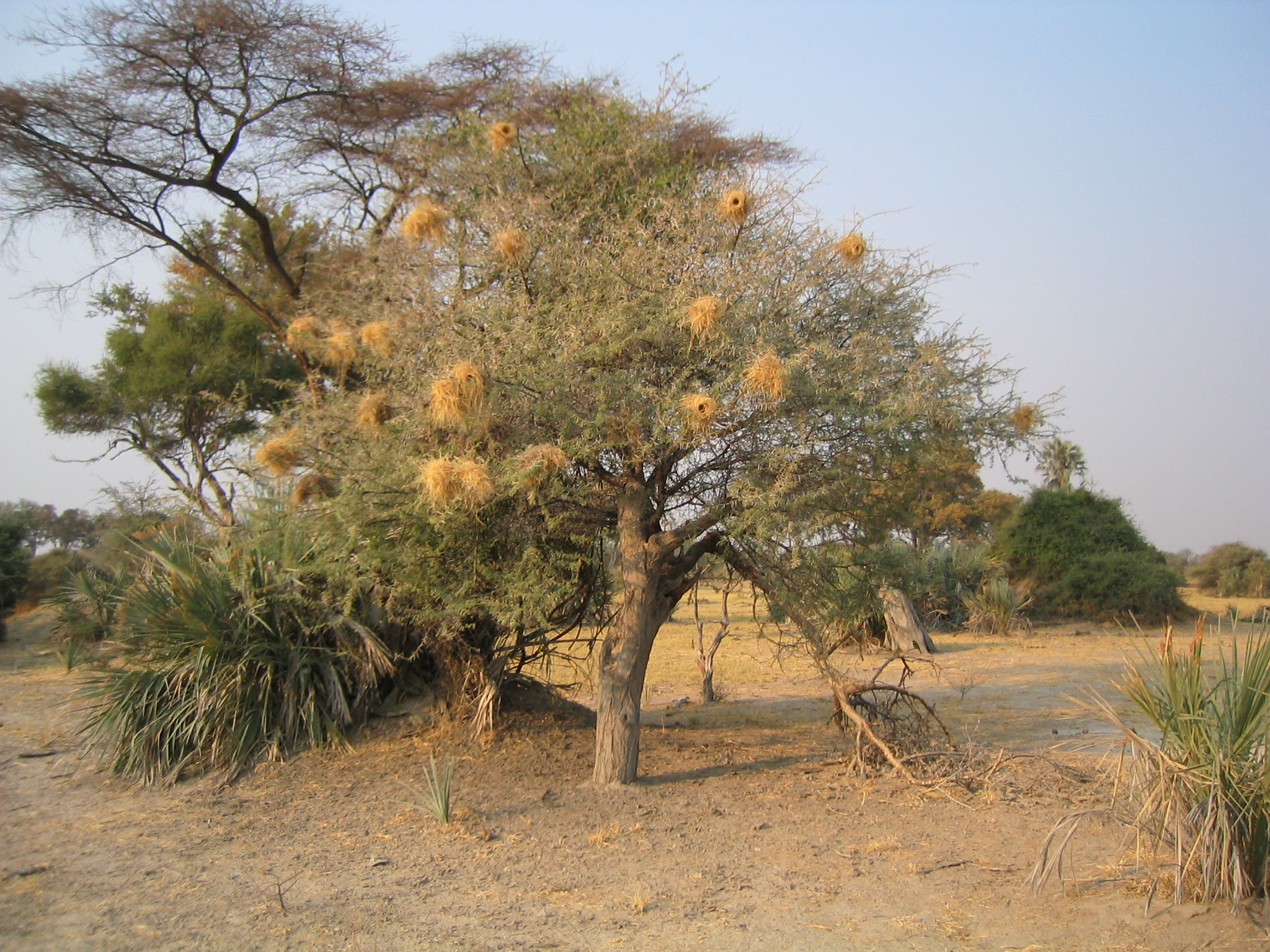
Колонія білобрових магалі

Довжина птаха становить 17-19 см. Забарвлення переважно коричневе, нижня частина тіла білувата. Над очима широкі білі "брови", на надхвісті біла пляма, помітна в польоті. На крилах дві помітні білі смуги, махові пера мають білі края. У самців дзьоб чорний, у самиць світло-сірий або роговий, у молодих птахів рожевувато-коричневий. У зімбабвійських популяцій на грудях є коричнева пляма. Голос — швидке цвірінькання або гучний плавний свист.

## Підвиди
Виділяють чотири підвиди:
- P. m. melanorhynchus Rüppell, 1845 — від Південного Судану, північної Уганди, півдня центральної Ефіопії і Кенії;
- P. m. pectoralis (Peters, W, 1868) — Танзанія. північ Малаві, південна і східна Замбія, захід Мозамбіку, північ Зімбабве і північ Ботсвани;
- P. m. ansorgei Hartert, E, 1907 — південно-західна Ангола і північний захід Малаві;
- P. m. mahali Smith, A, 1836 — південна Намібія, південна Ботсвана, південно-західне Зімбабве, північ і центр ПАР.

## Поширення і екологія
Білоброві магалі мешкають в Ефіопії, Південному Судані, Уганді, Сомалі, Кенії, Танзанії, Замбії, Зімбабве, Малаві, Мозамбіку, Анголи, Намібії, Ботсвані, Південно-Африканській Республіці і Лесото. Вони живуть в сухих акацієвих саванах і мопане, в чагарникових заростях на берегах річок і в садах. Живляться комахами, насінням і зерном. 
Білоброві магалі гніздяться в колонії, яка може нараховувати до 20 гнізд, їм притаманний колективний догляд за пташенятами. В групі, які нараховує до 11 птахів, є одна самиця, що розмножується, яку згодом замінює інша самиця з цієї ж групи, і один домінантний самець, якого згодом замінює інший самць, що прибуває з іншої групи. Інші птахи допомагають у захисті гніздової території і догляді за пташенятами. Гнізда білобрових магалі мають кулеподібну форму з довгим трубкоподібним входом, робиться з сухої трави протягом 10-18 днів, розміщуються на дереві, на висоті від 2 до 8 м над землею. В кладці 2-3 яйця. Насиджує лише самиця, інкубаційний період триває 14-16 днів. Перші 2-3 дні пташенят годує лише самиця, згодом до неї долучаються самець і помічники. Пташенята покидають гніздо через 17-25 днів після вилуплення.